# Поворот не туди
«Поворот не туди» (англ. Wrong Turn) — американо-німецький фільм жахів з елементами трилера і слешера 2003 року режисера Роба Шмідта і сценариста Алана Б. МакЕлроя. Перша частина однойменної франшизи про мутантів-канібалів. 
Головні ролі виконували Десмонд Гаррінгтон, Елайза Душку, Еммануель Шрікі, Джеремі Сісто, Лінді Бут і Кевін Зегерс. 
Фільм знятий у Гамільтоні, Онтаріо, Канада. Він отримав змішані відгуки глядачів і професійних кінокритиків, проте мав касовий успіх і окупив власний бюджет.

## Сюжет
Кріс, студент-медик, їде через Західну Вірджинію, поспішаючи на співбесіду. Але через великий затор на дорозі він змушений шукати інший маршрут на старій мапі, на автозаправній станції. Кріс вирушає старою дорогою, але на мить відволікається і врізається в позашляховик. Автомобіль належить групі друзів, які наїхали на колючий дріт, що лежить на дорозі. Позаяк обидві машини не можуть далі рухатися, кілька друзів (Джессі, Карлі, Скотт) і приєднавшийся до них Кріс, вирушають на пошуки допомоги.
Кріс та компанія друзів знаходять у лісі будинок. Увійшовши до нього, вони виявляють колючий дріт, ключі від машин, і, до загального жаху, людські рештки в холодильнику й у ванній кімнаті. Збираючись якнайшвидше покинути будинок, вони чують, що до будинку під'їхала машина. Двоє з них, ховаючись, залазять під ліжко, а двоє інших — в комору. Господарі будинку — троє мутантів, що народилися в результаті інцесту, заносять в будинок мертве тіло Франсін, дівчини, яка залишилася зі своїм хлопцем Еваном біля розбитих автомобілів.
Коли мутанти заснули, друзі обережно виходять з дому, але один з мутантів прокидається і здіймає тривогу. Товариші біжать від них і ховаються серед великої кількості покинутих машин, розуміючи, що всі ці машини належать жертвам безумців-канібалів.
У цій гонитві Кріса ранять у ногу, Скотта вбивають, коли він відволікає мутантів, щоб інші могли дістатися до єдиної працюючої машини — машини самих мутантів.
Трійця живих, наткнувшись на колоду посеред дороги, йде далі пішки лісом і знаходить оглядову вежу. Настає ніч. Забравшись у башту, вони намагаються викликати допомогу по рації, але їх виявляють мутанти через шум рації. Мутанти підпалюють вежу, щоб викурити свою здобич. Кріс і дівчата покидають вежу, стрибаючи на дерева, але один з мутантів, забравшись на дерево, вбиває Карлі. Кріс і Джессі вирішують йому помститися — внаслідок чого монстр падає на землю, але виживає. Крісу і Джессі вдається втекти від збожеволілих мисливців.
Переночувавши в печері за водоспадом, Кріс і Джессі вирушають в дорогу. Вони знаходять дорогу з лісу, але несподівано з'явилися зловісні мутанти-канібали, захоплюють Джессі і зіштовхують Кріса з обриву на дорогу. Кріс зупиняє машину шерифа, який отримав їхній сигнал, але один з мутантів вбиває шерифа і сідає за кермо автівки. Кріс встигає сховатися під машиною. На машині шерифа вони в'їжджають у двір будинку братів-мутантів. Поки вони займаються тілом шерифа, Кріс підпалює будинок і в'їжджає в нього на машині, задавивши одного з них. Після бійки з двома монстрами, Кріс і Джессі вибираються з дому і стріляють в каністри з бензином поліцейської машини, яка вибухає разом з будинком і мутантами всередині.
Кріс і Джессі на машині мутантів повертаються на автозаправну станцію, де Кріс бачив мапу, і забирають її з собою, щоб ніхто більше не їздив старою дорогою.
Уночі до руїн будинку вбивць під'їжджає поліцейський. Залишивши машину, він оглядає руїни і виявляє обезголовлений труп товариша. У цей момент на нього накидається один з братів-мутантів з сокирою і вбиває його.

## Ролі
| Актор              | Роль                |
| ------------------ | ------------------- |
| Десмонд Гаррінгтон | Кріс Флінн          |
| Елайза Душку       | Джессі Бурлінгейм   |
| Еммануель Шрікі    | Карлі               |
| Джеремі Сісто      | Скотт               |
| Кевін Зегерс       | Еван                |
| Лінді Бут          | Франсін             |
| Джуліан Річінгс    | Трипалий            |
| Гаррі Роббінс      | Пилозубий           |
| Тед Кларк          | Одноокий            |
| Івонн Годрі        | Хейллі Сміт         |
| Джоель Гарріс      | Річард «Річ» Стокер |
| Девід Губанд       | поліціянт           |
| Вейн Робсон        | старий              |
| Джеймс Даунінг     | водій вантажівки    |

## Виробництво
Слогани фільму:
- «Загубишся в цих лісах, і ти — мертве м’ясо».
- «Погані речі трапляються, коли ти так глибоко в лісі».
- «Ми йдемо вмирати».
- «30 травня побачте, що побачили вони!»
- «Щось дивне відбувається глибоко в лісі... Але ніхто не вижив, щоб про це розповісти»[1].

### Сценарій
У початковій версії сценарію персонажам було близько 30 років. Проте було вирішено зробити їх молодше, щоб цільова аудиторія могла асоціювати себе з героями. Головна героїня Джессі Берлінгейм отримала своє ім'я на честь героїні роману «Гра Джеральда» Стівена Кінга.
На відміну від продовжень, перший фільм не має жодної наготи. Були спроби включити кілька оголених та сексуальних сцен, характерних для жанру, коли над різними версіями сценарію працювали такі сценаристи, як Адам Купер і Білл Колладж. Проте пізніше від цих ідей відмовилися.

### Знімання
Знімання проходило в містах Дандас, Гамільтон, Вірджинія, Оксбридж і Вебстер-Фоллс в Онтаріо, Канада. Машиною мами Франсін став автомобіль Land-Rover Range Rover 1989 року, а мутанти їздять на пікапі Dodge B-Series 1948 року. Автомобілем Кріса був Ford Mustang 1967 року.
У ході знімання сцени, коли герої тікають з хатини після пробудження мутантів, актор Десмонд Гаррінгтон зламав праву щиколотку, при цьому за сюжетом картини йому необхідно було спиратися на пошкоджену ногу з огляду на те, що ліва нога у його героя була прострелена. 
Еммануель Шрікі при зніманні сцени падіння через дерева вибила собі плече. Елайза Душку більшість трюків виконувала сама. Під час знімання однієї з фінальних сцен Душку ненавмисно підпалила Джуліанна Річінгса, який зіграв Трьохпалого. Багато акторів і членів знімальної групи отримали отруєння отруйним плющем, бо не відразу розпізнали рослину, в якій стояло обладнання.

## Саундтрек
Було випущено два саундтреки, один містить музику з оригінального фільму, а інший — популярну музику.
Список
1. «Dark Forest»
2. «Wrong Turn Title»
3. «Mountain Men»
4. «Cabin in the Woods»
5. «Adventure Begins»
6. «Mountain Men at Home»
7. «Francine Dies»
8. «Jessie»
9. «Scott Becomes Prey»
10. «Bear Trap»
11. «Escape from Cabin»
12. «Jessie Taken Hostage»
13. «Fire in the Watchtower»
14. «Grim Discoveries»
15. «Are We Safe?»
16. «They Got Carly»
17. «Killing Mountain Men»
18. «We Are Alive»
19. «Three-Finger Is Back»

Комерційний реліз видання
1. «In Stance» — Eris
2. «Bloody Fingers» — Jet Black Summer
3. «Every Famous Last Word» — Miracle of 86
4. «Never Said Anything» — The Belles
5. «Why Would I Want to Die?» — Grandaddy
6. «Haunted» — King Black Acid
7. «Three Murders» — Deadman
8. «Ex» — Tara King Theory
9. «Birthday» — Simple
10. «Even the Scars Forget the Wound» — Gruvis Malt
11. «He's a Killer» — DJ Swamp
12. «Bring the Pain»/«Multiple Incisions» — Candiria
13. «If Only» — Queens of The Stone Age
14. «Wish I May» — Breaking Benjamin

## Сприйняття
Фільм отримав слабке рекламне просування через жорсткий рейтинг, присвоєний організацією через те, що матеріал вийшов занадто «напруженим».
Поворот не туди отримав змішані відгуки, 41%-ий рейтинг на Rotten Tomatoes. Консенсусом є «нічим не примітний фільм жаху, який не відрізняє себе від інших собі подібних».
Оцінка на IMDb — 6,1/10. Фільм отримав три номінації.

## Продовження
- Поворот не туди 2: Безвихідь (2007)
- Поворот не туди 3: Залишені вмирати (2009)
- Поворот не туди 4: Кривавий початок (2011)
- Поворот не туди 5: Кровна спорідненість (2012)
- Поворот не туди 6: Остання спроба / Останній курорт (2014) (за сенсом назви "Last Resort" / переклад за (окремими) словами)
- Поворот не туди: Спадщина (2021)

Після комерційного успіху з випуском на DVD у 2007 р. випущено продовження Поворот не туди 2: Безвихідь , головні ролі виконували Еріка Лірхсен і Генрі Роллінз, режисер — Джо Лінч. Сіквел був також успішним на DVD і отримав позитивний відгук з боку критиків. Перейменований на Мертвий табір при показі на південнокорейському телебаченні.
Деклан О'Брайен режисував Поворот не туди 3: Залишені вмирати. Фільм випущений на direct-to-DVD/Blu-ray 20 жовтня 2009.
О'Брайен пізніше повернувся, щоб написати сценарій і зрежисувати Поворот не туди 4: Кривавий початок у 2011 р., стрічка служить приквелом до попередніх фільмів і випущений на direct-to-DVD/Blu-ray 25 жовтня.
2 травня 2012-го оголошено, що Поворот не туди 5: Кровна спорідненість знімався в Софії, Болгарія і як очікується, знімання завершиться 5 травня. О'Браєн знову повернувся у ролі сценариста та режисера п'ятого фільму франшизи. Випущений на direct-to-DVD/Blu-ray 23 жовтня 2012 року.
У жовтні 2018 року анонсований новий фільм під назвою Поворот не туди: Заснування, який буде слугувати перезавантаженням франшизи. Сценарій напише Алан Б. МакЕлрой, режисером обрано Майка П. Нельсона. Знімання розпочалося 9 вересня 2019 року. Головну роль гратиме Шарлотта Вега.